# Synagoge (Breisach am Rhein)

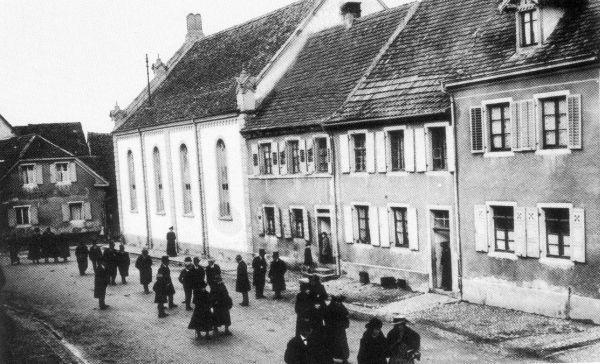
Judengasse mit Synagoge (mit Rundbogenfenstern)

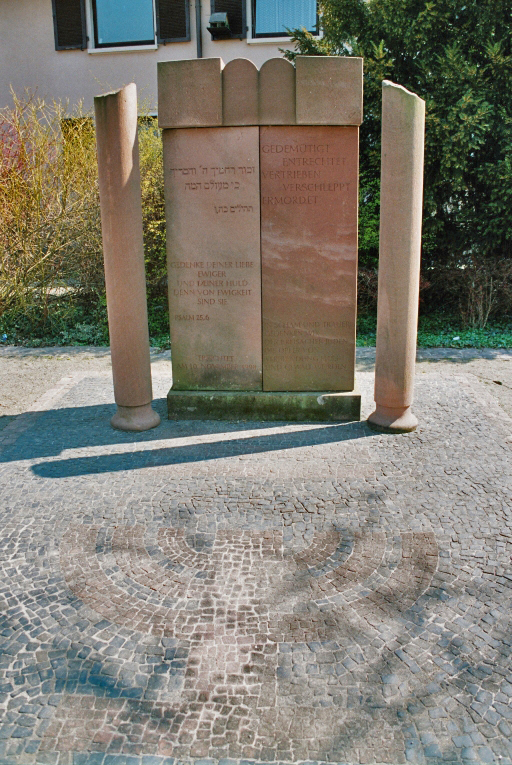
Denkmal am Synagogenplatz

Die letzte Synagoge in Breisach am Rhein, einer Stadt am Oberrhein im Landkreis Breisgau-Hochschwarzwald (Baden-Württemberg), wurde um 1830/40 errichtet und 1938 niedergebrannt. Die Synagoge stand an der Kreuzung Judengasse, jetzt Rheintorstraße, und der Synagogengasse, heute Synagogenplatz. Das zugehörige Gemeindehaus ist das Blaue Haus, in dem nach der Zerstörung der Synagoge der Betsaal eingerichtet war.

## Geschichte
Eine erste Nachweis  einer Synagoge ist die  1533 erwähnte „Judenschule“, sie lag in der Schulgasse am Westrand der Oberstadt. Im 16. Jahrhundert lebten keine Juden in der Stadt, so ist es nicht nachweisbar ob es sich um ein Bethaus aus der Zeit vor 1349 oder erst um 1400 handelt.
Der nächste Nachweis einer Synagoge ist aus der Zeit um 1680, da sie in einer Beschwerde der Zünfte über die Zunahme der Juden in der Stadt aufgeführt ist (la Synagogue nouvellement Erigée à Brisac). Bei der Zerstörung Breisachs im Jahre 1793 brannte diese nieder.
In den Jahren 1803 und 1804 wurde eine neue Synagoge gebaut, die um 1830/40 durch einen Neubau ersetzt wurde, da sie zu klein und baufällig war. Diese neue Synagoge wurde dann um 1870/75 erneut umgebaut und vergrößert.
Beim Novemberpogrom 1938 brannten aus Freiburg im Breisgau kommende SA-Männer die Synagoge nieder. Wenig später musste die Ruine auf Kosten der jüdischen Gemeinde Breisach abgebrochen werden.

## Gedenken
Am 20. Mai 1959 wurde am Klösterle, der 1998 zum Synagogenplatz umbenannt wurde, ein Gedenkstein eingeweiht und im Jahr 1968 zum 30. Jahrestag der Pogromnacht neu gestaltet. Auch zum 60. Jahrestag 1998 wurde der Platz nochmals völlig neu hergerichtet.